# Stéphanie Dixon
Stephanie Dixon (Brampton, Canadá, 10 de febrero de 1984) es una nadadora paralímpica canadiense. Antes de los Juegos Paralímpicos de 2008, había acumulado quince medallas paralímpicas y es considerada una de las mejores nadadoras con discapacidad del mundo.

## Biografía
Dixon nació sin su pierna y cadera derecha y con un onfalocele, comenzó a nadar a la edad de dos años. A los 13 años, comenzó a competir en natación contra atletas sin discapacidades. A los 14 años, se unió al equipo paralímpico nacional de Canadá. Utiliza muletas.
Obtuvo una licenciatura en psicología de la Universidad de Victoria.

## Carrera deportiva
Representó a Canadá en los Juegos Paralímpicos de Verano de 2000 en Sídney, a los 16 años, y ganó cinco medallas de oro. Con 5 oros, estableció el récord canadiense para la mayor cantidad de medallas doradas en una sola versión de los juegos. En representación de su país nuevamente en los Juegos Paralímpicos de Verano de 2004 en Atenas, ganó una medalla de oro, seis de plata y una de bronce. En los Juegos Parapanamericanos de Río de Janeiro, ganó 7 medallas de oro. Participó en los Juegos Paralímpicos por tercera vez en Pekín en 2008.
También ganó varias medallas y estableció varios récords mundiales en el Campeonato Mundial y en los Juegos de la Mancomunidad.
Forma parte del Salón de la Fama de la Discapacidad de Canadá y del Salón de la Fama del Deporte de Canadá.